# Campionatul European de Volei Feminin din 1949
Campionatul European de Volei Feminin din 1949 a fost prima ediție a Campionatului European de Volei organizată de CEV. A fost găzduită de Praga, Cehoslovacia din 10 până în 18 septembrie 1949.

## Echipe
| - Cehoslovacia - Franța - Țările de Jos - Polonia - România - Ungaria - Uniunea Sovietică |

## Competiția
| Echipa            | P  | M | V | Î | SC | SP | Ratio | PP  | PÎ  | Ratio |
| ----------------- | -- | - | - | - | -- | -- | ----- | --- | --- | ----- |
| Uniunea Sovietică | 12 | 6 | 6 | 0 | 18 | 0  | MAX   | 271 | 78  | 3,474 |
| Cehoslovacia      | 10 | 6 | 5 | 1 | 15 | 3  | 5     | 261 | 129 | 1,766 |
| Polonia           | 8  | 6 | 4 | 2 | 12 | 8  | 1,500 | 240 | 166 | 1,446 |
| România           | 6  | 6 | 3 | 3 | 11 | 12 | 0,917 | 200 | 222 | 0,900 |
| Franța            | 4  | 6 | 2 | 4 | 7  | 15 | 0,467 | 187 | 233 | 0,802 |
| Ungaria           | 2  | 6 | 1 | 5 | 6  | 16 | 0,375 | 156 | 261 | 0,597 |
| Țările de Jos     | 0  | 6 | 0 | 6 | 3  | 18 | 0,167 | 58  | 270 | 0,215 |

## Clasamentul final
| Loc | Echipă            |
| --- | ----------------- |
| 1   | Uniunea Sovietică |
| 2   | Cehoslovacia      |
| 3   | Polonia           |
| 4.  | România           |
| 5.  | Franța            |
| 6.  | Ungaria           |
| 7.  | Țările de Jos     |

| Campionatul European de Volei Feminin din 1949 Uniunea Sovietică Primul titlu |